# Попит

Закон попиту і пропозиції

Попит (англ. demand) — кількість товару, яку споживачі бажають і можуть придбати за різними цінами протягом певного періоду часу.

## Закон попиту
Закон попиту — закон, згідно з яким за незмінюваності всіх інших параметрів зниження ціни зумовлює відповідне зростання величини попиту, і навпаки.
Працює це наступним чином:
1. зниження цін на певний товар розширює коло покупців;
2. зниження ціни може спонукати кожного споживача цього товару здійснити додаткові покупки і навпаки;
3. зниження попиту при зростанні ціни пояснюється тим, що у цьому разі споживач намагається замінити його іншими товарами (наприклад, каву чаєм), а також тим, що людина стає біднішою і починає споживати деякі товари у менших кількостях. [3]

## Крива попиту
Крива попиту зображує залежність між ціною і попитом. Вона має нахил, який свідчить про зворотну залежність між двома змінними: ціною за одиницю товару (Р) і обсягом його продажу (Q). Причому кожна додаткова купівля однорідного товару зумовлює зниження його граничної корисності. 

## Види попиту
Існує кілька класифікацій, що допомагають описати попит як явище.
За періодичністю:
- повсякденний (їжа, транспорт),
- періодичний (сезонний одяг),
- епізодичний (велика побутова техніка, ювелірні вироби).

За швидкістю формування:
- стійкий, у якому клієнт обмірковує покупку і усвідомлено вибирає товар;
- нестійкий, коли клієнт навмисно робить покупку, але вибирає з альтернативних варіантів у магазині;
- імпульсний, без попереднього обмірковування.

По ролі ціни:
- еластичний — покупка нетермінова, може зачекати на падіння ціни;
- нееластичний — товар необхідний і його купуватимуть за будь-яку ціну.

За ступенем задоволення:
- задоволений — сукупність товарів, куплених;
- незадоволений — кількість товарів, які споживач хотів купити, але не купив;
- реальний – сума попередніх двох видів. [5]

### Визначення
- Платоспромо́жний попит — попит на товари і послуги, забезпечений коштами покупців. Показує забезпечену грошима частину потреб населення в конкретній кількості товарів і обсягах послуг певного споживчого призначення. Попит характеризується величиною попиту - кількістю товарів, яку покупці готові придбати за даною ціною. Під словом «готові» потрібно розуміти те, що у них є бажання (потреба) і можливість (наявність необхідних грошових коштів) для купівлі товару в даній кількості. Попит - це потенційна платоспроможна потреба. Його величина говорить про те, що покупці готові придбати таку кількість товарів. Але це не означає, що угоди в таких обсягах дійсно відбудуться - це залежить від ряду економічних чинників. Наприклад, виробники можуть виявитися не в змозі випустити таку кількість товару. Можна розглядати як індивідуальний попит (попит конкретного покупця), так і загальну величину попиту (попит всіх покупців, присутніх на ринку). В економіці вивчається, в основному, загальна величина попиту, оскільки індивідуальний попит сильно залежить від особистих переваг покупця і, як правило, не відображає реальної картини, що склалася на ринку. Так, конкретний покупець може взагалі не відчувати потреби в якому-небудь товар (наприклад, велосипеді), тим не менш, на ринку в цілому попит на цей товар існує. Як правило, попит на товар підпорядковується закону попиту.
- Попит бажаний — попит, що забезпечує запланований підприємством рівень продажу і потрібний рівень рентабельності виробництва і торгівлі.
- Вибірний попит — попит на певну торговельну марку товару або послуги.
- Попит вторинний — ситуація на ринку, коли попит на один товар залежить від попиту на інший. Так, попит на продукцію виробничо-технічного призначення залежить від попиту на готові вироби, зокрема, на автомобілі, холодильники і т. п. П. в. називають також «попит на захист».
- Попит громадський — попит, обумовлений характеристиками і потребами службовців, профспілок, акціонерів, об’єднань, споживачів, населення в цілому, державних організацій і інших внутрішніх і зовнішніх сил, що впливають на діяльність компанії.
- Попит еластичний — має тенденцію змінюватися залежно від незначних коливань цін.
- Попит залежний — попит на деякий вид продукції, що може бути визначений на основі потреби у виготовленні чи поповненні запасу продукції більш високого рівня, наприклад, попит на деталь, що входить у вузол машини.
- Попит кінцевий — попит, спрямований насамперед на споживчі товари і послуги населенню, на устаткування для створення нових виробничих фондів, а також на відшкодування тієї їхньої частини, що вибуває в даному році.
- Надмірний попит — попит на товари і послуги, що перевищує пропозицію[6]. За такого стану ринку потреби покупців залишаються незадоволеними, і виникає дефіцит. У цьому разі за допомогою демаркетингу намагаються послабити П. н. , уживаючи такі заходи, як підвищення цін, зменшення зусиль щодо стимулювання і сервісу. За вибіркового демаркетингу прагнуть скоротити попит на найменш дохідних ділянках ринку.
- Попит негативний — стан ринку, за якого велика частина споживачів готова на певні витрати заради запобігання появі товару на ринку. Завдання маркетингу — проаналізувати причину ворожості до даного товару і можливість за допомогою маркетингової діяльності змінити негативне ставлення до товару (перероблення товару, зниження цін, активне стимулювання).
- Попит нееластичний — попит, що має тенденцію залишатися незмінним, незважаючи на невеликі зміни цін.
- Попит незадоволений — нереалізована частина реального попиту через брак потрібних товарів чи невідповідність їхньої якості вимогам покупців. Прихований П. н. реалізується купівлею аналогічних товарів, явний — спричинюється до зростання грошових нагромаджень споживачів.
- Попит незалежний — попит на вироби, які не входять у комплект якого-небудь виробу більш високого рівня, що виготовляється чи зберігається на даному підприємстві.
- Попит нераціональний (ірраціональний) — стан ринку, за якого в покупця виникає бажання придбати товар чи послуги, що завдають йому шкоди (наркотичні засоби, зброя, порнографія та ін.). Завдання маркетингу — переконати людей відмовитися від придбання подібних товарів за допомогою поширення правдивих відомостей про такі товари і послуги, різкого підвищення цін, обмеження доступу до товару.
- Попит нерегулярний — стан ринку, за якого потреба в даному товарі чи послузі різко міняється протягом року, сезону, доби. Завдання маркетингу — шукати способи згладжування коливань і розподіляти попит за часом за допомогою гнучких цін, спеціальних заходів стимулювання.
- Попит нульовий — стан ринку, за якого потенційні споживачі байдужі до товару. Завдання маркетингу полягає у відшуканні способів ув’язування властивих товару вигід із природними потребами й інтересами людини.
- Попит оптимальний (повний) — такі обсяги продажу, що забезпечують максимально можливі за даних умов норму і величину прибутку. У разі досягнення цього фірма повинна шукати додаткові сфери застосування своєї продукції або її модернізувати, для того щоб мінімізувати ризик утрат від зниження попиту чи конкуренції.
- Попит очікуваний — прогнозований попит на товар, який бажано знати ще до встановлення ціни. Методи визначення: опитування потенційних покупців і продавців; контрольні ринкові експерименти з продажем даного товару на різних ринках за різними цінами; прогнозування та ін.
- Попит первинний  — рівень сукупного попиту на всі торгові марки даного товару або послуги, наприклад, сукупний попит на мотоцикли.
- Попит підвищений — попит, що виникає внаслідок дефіциту на певний товар. П. п. з’являється за нестачі виробничих потужностей і ліквідується структурною перебудовою виробництва.
- Попит повноцінний — стан ринку, за якого покупці не в змозі задовольнити існуючі потреби за рахунок наявних у продажу товарів і послуг.
- Попит похідний (сполучений) — попит на продукцію, технологічно пов’язану з іншими товарами. Збільшення споживання такої продукції неминуче викликає зростання попиту на сполучені з нею товари.
- Попит прихований — стан ринку, за якого покупці не в змозі задовольнити існуючі потреби за рахунок наявних у продажу товарів і послуг.
- Попит споживачів — сукупність коштів, пропонованих на ринку фізичними і юридичними особами для придбання товарів споживчого призначення.
- Попит стимулювальний — попит, що сприяє пожвавленню ставлення до товару на даному ринку за допомогою поширення інформації, реклами і післяпродажного сервісу.
- Попит сукупний — загальний попит на товари і послуги в країні. Переважно поділяється на такі категорії: попит населення на споживчі товари і послуги, попит фірм і уряду на інвестиції, попит центральних і місцевих органів влади на товари і послуги; попит іноземних споживачів і фірм на товари і послуги у формі експорту. П. с. визначає рівень виробництва, а отже, і рівень зайнятості.
- Попит, що падає — стан ринку, за якого зменшуються обсяги продажу товару чи послуг. У такій ситуації підприємець мусить виявити й проаналізувати причини погіршання кон’юнктури й установити доцільність стимулювання збуту способом пошуку нових цільових ринків, зміни характеристик товару, здійснення ефективнішої комунікації.